# Арискум
Ариску́м — піщаний масив в Центральній Азії (Казахстан). Розташований біля озера Арис, між пустелями Приаральські Каракуми на заході і Бетпак-дала на сході.
| Казахстан | Це незавершена стаття з географії Казахстану. Ви можете допомогти проєкту, виправивши або дописавши її. |